# Wągrowiec (Landgemeinde)
Die gmina wiejska Wągrowiec [vɔŋˈgrɔvʲɛʦ] ist eine selbständige Landgemeinde in Polen im Powiat Wągrowiec in der Woiwodschaft Großpolen. Ihr Sitz befindet sich in der Stadt Wągrowiec (deutsch Wongrowitz). Die Landgemeinde, zu der die Stadt Wągrowiec selbst nicht gehört, hat eine Fläche von 347,75 km², auf der (Stand: 31. Dezember 2020) 12.338 Menschen leben.

## Geschichte
Von 1975 bis 1998 gehörte die Landgemeinde zur Woiwodschaft Piła.

## Geographie

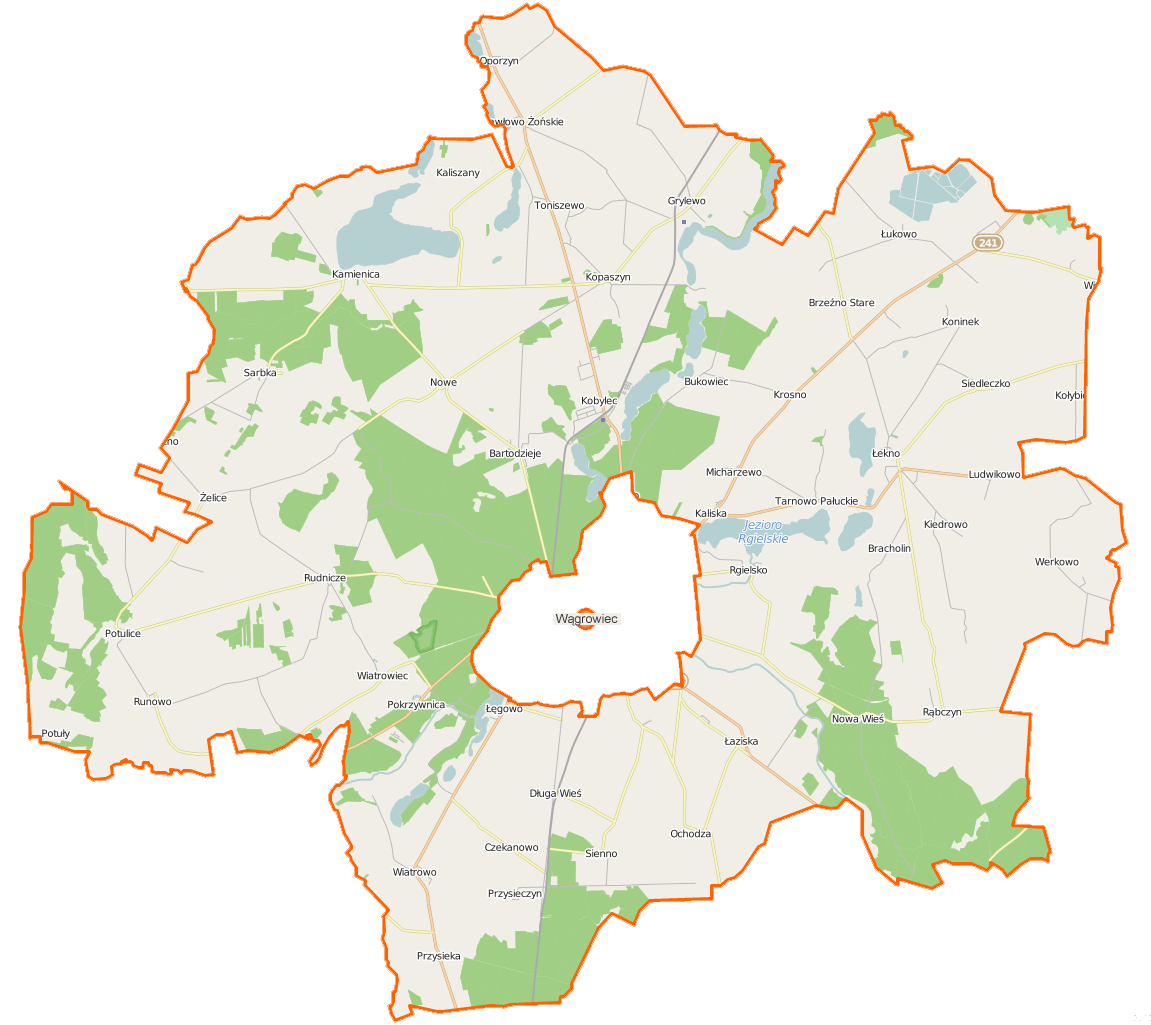
Karte der Landgemeinde

Die Gemeinde liegt etwa 50 km nordöstlich von Poznań (Posen) und 70 km südwestlich von Bydgoszcz (Bromberg). Das Flüsschen Welna durchzieht ihr Gebiet, auf dem sich mehrere Seen befinden. Das Gebiet der Landgemeinde umfasst die Stadt Wągrowiec an allen Seiten.

## Gemeindegliederung
Die Landgemeinde Wągrowiec umfasst 43 Ortschaften mit einem Schulzenamt und weitere Orte:
| Name               | deutscher Name (1815–1918)                 | deutscher Name (1939–1945)                    |
| ------------------ | ------------------------------------------ | --------------------------------------------- |
| Bartodzieje        | Bartelsee                                  | Bartelsee                                     |
| Białe Brody        | Bialybrod                                  | Baldebrot                                     |
| Bobrowniki         | Bobrownik                                  | Rehsprung                                     |
| Bracholin          | Bracholin                                  | Brachmühle                                    |
| Brzeźno Stare      | Deutsch Briesen                            | Deutsch Briesen                               |
| Bukowiec           | Bukowitz                                   | Buchenhöfe                                    |
| Czekanowo          | Gut Wiatrowo 1908–1918 Waltersheim         | Waltersheim                                   |
| Danabórz           | Danaborz                                   | Dünaburg                                      |
| Dąbkowice          | Eichhausen                                 | Eichhausen                                    |
| Dębina             | Forsthaus Friemark                         | Eichwald Försterei                            |
| Długa Wieś         | Langendorf                                 | Langendorf                                    |
| Grylewo            | Grylewo                                    | Grillensee                                    |
| Jakubowo           | Jakubowo 1910–1918 Welnatal                | Welnatal                                      |
| Jankowo            | Vorwerk Jankowo                            | Jankeshof                                     |
| Józefowo           | Josephowo                                  | Grünfließ                                     |
| Kaliska            | Josephsthal                                | Waldhof                                       |
| Kaliszanki         | Kalischanki                                | Steinhof                                      |
| Kaliszany          | Gut Kalischan                              | Gut Werderhof                                 |
| Kaliszany          | Kolonie Kalischan                          | Werderhof Siedlung                            |
| Kamienica          | Kamnitz                                    | Steindorf                                     |
| Kiedrowo           | Kiedrowo                                   | Wannfeld                                      |
| Kobylec            | Kobyletz                                   | Fuchsberg                                     |
| Kołybiec           | Wiegenau                                   | Wiegenau                                      |
| Koninek            | Koninek                                    | Roßweg                                        |
| Kopaszyn           | Kopaschin                                  | Brandstetten                                  |
| Koźlanka           | Ruda-Kozlonka                              | Waldmühle                                     |
| Krosno             | Krosno                                     | Hoffmannshof                                  |
| Kurki              | Vorwerk Kurki                              | Rabenhof                                      |
| Łaziska            | – Laziska – Gut Neuhausen                  | – Neuhausen – Gut Neuhausen                   |
| Łęgowo             | Lengowo                                    | Entenflug                                     |
| Łekno              | Lekno                                      | 1939–1943 Klostersee 1943–1945 Lekno          |
| Ludwikowo          | Ludwikowo                                  | Ludwigshof                                    |
| Łukowo             | Lukowo                                     | Karpfenwasser                                 |
| Micharzewo         | Micharzewo                                 | Michelshof                                    |
| Mikołajewo         | Mikolajewo 1906–1918 Buschfelde            | Buschfelde                                    |
| Mrowiniec          | Mrowinietz                                 | Ameisenhof                                    |
| Nowa Wieś          | Neudorf                                    | Neudorf Försterei                             |
| Nowe               | Nowen                                      | Neuhof                                        |
| Ochodza            | – Ochodza – Gut Oschütz                    | – Oschütz – Gut Oschütz                       |
| Oporzyn            | Spiegel                                    | Spiegel                                       |
| Orla               | Forsthaus Orla                             | Orla Försterei                                |
| Ostrowo-Młyn       | Ostrowo-Mühle                              | Scharfenmühle                                 |
| Pawłowo Żońskie    | Pawlowo bei Gollantsch 1908–1918 Paulsfeld | Paulsfeld                                     |
| Plebanka           | Plebanki                                   | Hoffmannsbruch                                |
| Pokrzywnica        | Bismarcksaue                               | Bismarcksaue                                  |
| Potulice           | Potulice                                   | Waldgrund                                     |
| Potuły             | Potulitz Hauland 1906–1918 Wiesenfeld      | Wiesenfeld                                    |
| Przysieczyn        | Przysieka Hauland 1906–1918 Osten          | Osten                                         |
| Przysieka          | Przysieka                                  | Ringwall                                      |
| Rąbczyn            | Rombschin                                  | 1939–1943 Lindenhof 1943–1945 Grünlinden      |
| Redgoszcz          | Redgosch                                   | Rohrdorf                                      |
| Rgielsko           | – Rgielsko – Gut Seehausen                 | – Seehausen – Gut Seehausen                   |
| Rudnicze           | Gut Rudnitsch 1906–1918 Biberfeld          | Biberfeld                                     |
| Rudniczyn          | Rudnitsch                                  | Amwald                                        |
| Runówko            | Runowo-Hufen                               | Ruhnsdorf                                     |
| Runowo             | Kaisersaue                                 | Kaisersaue                                    |
| Runowskie          | Runowo Hauland 1906–1918 Blumenfelde       | Blumenfelde                                   |
| Sady               | Sady                                       | Saathof                                       |
| Sarbka             | Sarbka                                     | Hinterwald                                    |
| Siedleczko         | Siedletschko 1906–1918 Brüderhausen        | Brüderhausen                                  |
| Siedleczko-Kolonja | Siedletschko-Kolonie                       | Brüderhausen Siedlung                         |
| Sienno             | Sienno 1908–1918 Schreibersdorf            | Schreibersdorf                                |
| Sieńsko            | Sienno                                     | Klein Schreibersdorf                          |
| Tarnowo Pałuckie   | Tarnowo                                    | Holzkirche                                    |
| Toniszewo          | Tonischewo                                 | Storchfeder                                   |
| Werkowo            | Werkowo                                    | 1939–1943 Hohenstein 1943–1945 Freihohenstein |
| Wiatrowiec         | Wiatrowo Hauland 1906–1918 Eichwald        | 1939–1943 Eichwald 1943–1945 Mooreichwald     |
| Wiatrowo           | Wiatrowo                                   | Windheim                                      |
| Wiśniewo           | Gut Wisniewo                               | Kirschenhof                                   |
| Żelazka            | Zelasko                                    | Eisenhof                                      |
| Żelice             | Zelice                                     | Hörnerklang                                   |

## Partnerschaften
Die Gemeinde unterhält Kommunalpartnerschaften mit drei Gemeinden:
- Gemeinde Brietlingen (Deutschland), seit 2017
- Gemeinde Polanka Wielka (Polen), seit 2019
- Stadt Dobříš (Tschechien), seit 2022

## Persönlichkeiten
- Joseph von Choslowsky (1821–1881), Rittergutsbesitzer und Politiker